# Сікст I
Святий Сікст I (лат. Xystus I; 42(?) — 3 квітня 125/128, Рим, Стародавній Рим) — сьомий папа Римський з 114/119 по 124/128 роки.

## Життєпис
Сікст I походив з римського роду Елвідіїв, батько його був священником. Традиційно вважається, що він зміцнив церковну дисципліну. Зокрема Сікст I видав приписи про те, що:
- Лише священослужитель може доторкатися до священного посуду.
- Єпископи, які були покликані до Священного престолу, після повернення звідти не повинні приймати свою паству до пред'явлення Апостольського послання.
- У Месі священник після вступу має співати Sanctus разом з прихожанами.

Felician Catalogue, Liber Pontificalis вказують, що Сікст I помер мучеником. Він був похований на Ватиканському пагорбі, поруч з могилою святого Петра. Мощі перенесені у Алатрі 1132 року.
Відомі два листи Сікста І.
Католицька церква відзначає 6 квітня як день пам'яті святого Сікста I.